# Geografia d'Angola

Mapa climàtic d'Angola segons la classificació de Köppen.

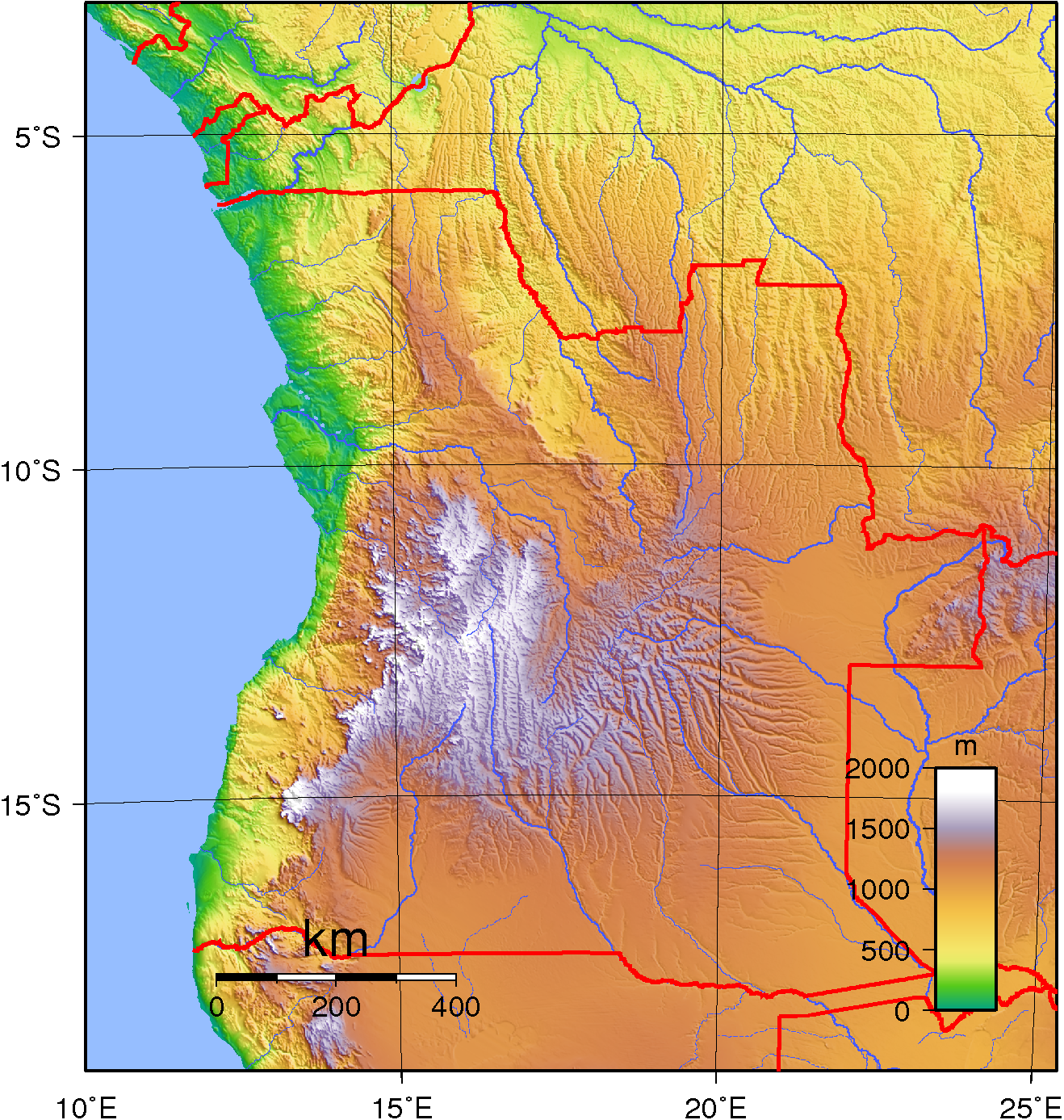
Mapa topogràfic d'Angola.

Rius d'Angola

Aquest és un article sobre la geografia d'Angola, un estat que es troba en la costa Atlàntica d'Àfrica. Limita al nord amb la República Democràtica del Congo, a l'est amb Zàmbia i al sud amb Namíbia. Separat de la resta del territori nacional per la sortida al mar de la República Democràtica del Congo, es troba l'enclavament de Cabinda, que limita al nord i a l'est amb la República del Congo i al sud amb la República Democràtica del Congo. El país té aproximadament la forma d'un quadrat de 1.300 km de costa. La superfície total és d'1.246.700 quilòmetres quadrats conjuntament amb l'enclavament de Cabinda.

## Àrea i localització
Es troba al sud d'Àfrica, vorejant el sud de l'oceà Atlàntic, entre Namíbia i la República Democràtica del Congo. Les seves coordenades geogràfiques són 12° 30′ S, 18° 30′ E / 12.500°S,18.500°E Té una àrea total de 1,246,700 km2 (481,354 sq mi), dels quals són 1,246,700 km2 (481,354 sq mi) de terra i 0 km2 (0 sq mi) d'aigua. Fa frontera amb Namíbia, el Congo, Zàmbia i la la República Democràtica del Congo.
La línia de costa és de 1.650 kilòmetres, el mar territorial és de 22 km (12 nmi), la zona contigua de 44 km (24 nmi)
i la zona econòmica exclusiva és de 370 km (200 nmi).

## Geologia
Les formacions rocoses d'Angola es troben en tres regions diferents:
1. La zona litoral,
2. La zona mitjana formada per una sèrie de turons més o menys paral·lel a la costa,
3. L'altiplà central.

L'altiplà central es compon d'antigues roques cristal·lines amb granit cobertes per gres no fòssil marès i conglomerats del Paleozoic. Els afloraments estan ocults en gran part sota laterita. La zona mitjana es compon en gran part de roques cristal·lines amb granits i algunes roques no fossilitzades del paleozoic. La zona de litoral conté els únics estrats fossilífers del terciari i Cretaci, aquestes últimes descansant sobre un gres rogenc de data més antiga. Les roques del Cretaci de la regió Dombe Grande (prop de Benguela) són de l'albià i pertanyen a la zona Acanthoceras mamillari. Els llits que contenen Schloenbachia inflata es refereixen al gault. Hi ha roques terciàries a Dombe Grande, Namibe i prop de Luanda. Els gresos amb guix, coure i sofre de Dombe es consideren dubtosament del Triàsic. Les roques eruptives recents, principalment basalts, formen una línia de turons gairebé nus de vegetació entre Benguela i Namibe. Hi ha basalts de nefelina i riolita a Dombe Grande. La presència de goma copal en quantitats considerables en les roques superficials és característica de certes regions.
La geologia i el contorn de la costa occidental d'Angola està relacionat amb l'obertura de l'Atlàntic Sud, que va començar al Cretaci primerenc i va continuar fins a l'Eocè, que es reflecteix en la fauna d'invertebrats i vertebrats fòssils. La mina de diamants de Catoca conserva antigues pistes inesperades de dinosaures, mamífers i Crocodylomorpha de fa 128 milions d'anys.

## Clima
Igual que la resta d'Àfrica tropical, Angola experimenta estacions alternes de pluja i sequera temporades. La franja costanera es veu atenuada pel fresc corrent de Benguela, del que en resulta un clima similar al de la costa del Perú o Baixa Califòrnia. És semidesert al sud i al llarg de la costa de Luanda. Hi ha una curta estació plujosa que dura de febrer a abril. Els estius són càlids i secs, mentre que els hiverns són suaus. El nord té un clima fred i sec. El clima està fortament influenciat pels vents dominants, amb arc O., SO. i S.SO. Es distingeixen dues temporades, la fresca, de juny a setembre; i la plujosa, d'octubre a maig. Les pluges més fortes es produeixen a l'abril acompanyades de tempestes violentes. El nord i Cabinda gaudeixen de pluges durant gran part de l'any.

## Relleu
Angola té quatre principals regions naturals: la terra baixa àrida costanera, que s'estén des de Namíbia a Luanda i es caracteritza per planes baixes i terrasses; turons i muntanyes verdes, augmentant de l'interior de la costa en un gran escarp; una gran àrea d'altes planes de l'interior de sabana seca, anomenada Planalto, que s'estén cap a l'est i al sud-est de l'escarp; i selva al nord i a Cabinda. El punt més alt a Angola és Morro do Moco, amb 2620 m. Les elevacions oscil·len generalment entre 3.000 i 6.000 metres.
El país està conformat per una costa àrida que s'estén des de Namíbia fins a Luanda, un altiplà interior humit, una sabana seca en el sud i sud-est i una selva en el nord i en Cabinda. El riu Zambeze i diversos afluents del riu Congo tenen els seus naixents a Angola. Dos terços de la superfície del país estan conformats per un altiplà amb una altitud que varia entre els 450 i 600 metres. La franja costanera està temperada pel corrent fred de Benguela, la qual cosa dona com a resultat un clima semblant al de la costa de Perú o de Baixa Califòrnia. La costa és en la seva gran majoria plana, amb ocasionals penya-segats de baixa altura de roca sedimentària de color vermell. Hi ha una badia profunda en la costa anomenada Badia dels Tigres. Cap al nord es troben Port Alexander, baía dos Tigres, baía de Namibe i baía de Lobito, mentre que les badies superficials són nombroses. La baía de Lobito té aigües suficients com per permetre la descàrrega de grans vaixells prop de la costa.

## Drenatge
El riu Zambezi i alguns tributaris del riu Congo tenen llurs fonts a Angola. Un gran nombre de rius s'originen en les terres altes centrals, però els seus patrons de flux són diversos i els seus punts de desembocadura varien. Uns flueixen cap a l'oest rumb a l'oceà Atlàntic, subministrant aigua per a reg a la franja costanera seca i potencial d'energia hidroelèctrica, només alguns dels quals s'havien fet realitat el 1988. Dos dels rius més importants d'Angola, el Cuanza (Kwanza) i el Cunene (Kunene), prenen una ruta més indirecta a l'Atlàntic, el Cuanza flueix cap al nord i el Cunene flueix al sud abans de girar a l'oest. El Cuanza és l'únic riu totalment dins d'Angola, és navegable gairebé 200 quilòmetres fins a la seva desembocadura per vaixells de mida comercial o militar significativa. El riu Congo, la boca i extrem occidental dels quals formen una petita porció de la frontera nord d'Angola amb el Zaire, també és navegable.
Lunda al nord divideix el Kwango i moltes altres corrents flueixen cap al nord des de l'altiplà fins a unir-se a la riu Kasai (un dels majors afluents del Congo), que en el seu curs superior cobreix plenament els 300 km de la frontera entre Angola i la República del Congo. Al sud de la línia divisòria alguns rius desemboquen al sistema del riu Zambezi i d'allí a l'Oceà Índic, altres al riu Okavango (nom que rep el riu Cubango al llarg de la frontera amb Namíbia i a Botswana) i d'allí a llac Ngami i el pantà d'Okavango a Botswana. Els afluents del riu Cubango i alguns rius del sud que flueixen cap a l'Atlàntic són estacionals, completament secs la major part de l'any.

## Ús de la terra i els perills
Recursos naturals: petroli, diamants, ferro, fosfats, coure, feldespat, or, bauxita, urani.
Terres de regadiu: 855,3 km² (2005)
Total de recursos hídrics renovables: 148 km3 (35.5 cu mi) (2011)
Presa d'aigua dolça (domestic/industrial/agrícola)
- total: 0.71 km3 (0.17 cu mi)/yr (45%/34%/21%)
- per capita: 40.27 m3 (52.67 cu yd)/yr (2005)

Perills naturals: precipitacions localment fortes provoquen inundacions periòdiques a l'altiplà.

## Qüestions mediambientals
L'ús excessiu de les pastures i la posterior erosió del sòl atribuïble a pressions de la població; Desertificació; Desforestació de la selva tropical, en resposta tant a la demanda internacional de fusta tropical com per a l'ús domèstic com a combustible, el que resulta en la pèrdua de biodiversitat; l'erosió del sòl contribueix a la contaminació de l'aigua i el rebliment dels rius i embassaments; subministrament inadequat d'aigua potable.
Acords internacionals sobre el medi ambient:
- Part de: Biodiversitat, Canvi climàtic, Desertificació, dret del mar, abocaments marins, capa d'ozó, vaixells contaminants (MARPOL 73/78)
- Signat, però no ratificat: cap dels acords seleccionats.

## Ciutats principals
- Amboim (Porto Amboim)
- Bailundo (Vila Teixeira da Silva)
- Benguela (São Felipe de Benguella) - port i ferrocarril
- Caála (Vila Robert Williams)
- Calandula (Duque de Bragança)
- Camacupa (Vila General Machado)
- Chibia (Vila João de Almeida)
- Ganda (Vila Mariano Machado)
- Huambo (Nova Lisboa) - ferrocarril
- Kuito (Silva Porto)
- Cuvango (Vila da Ponte)
- Lubango (Sá da Bandeira)
- Luena (Vila Luso)
- Massango (Forte República)
- Mbanza Kongo (São Salvador do Congo)
- Menongue (Serpa Pinto) - ferrocarril
- Namibe (Moçâmedes) - port i ferrocarril
- N'dalatando (Vila Salazar) - ferrocarril
- Ondjiva (Vila Pereira d'Eça)
- Saurimo (Vila Henrique de Carvalho)
- Soyo (Santo António do Zaire)
- Sumbe (Novo Redondo)
- Tômbwa (Porto Alexandre)
- Uíge (Carmona)

## Flora i fauna
La flora i la fauna són les pròpies de la major part d'Àfrica tropical. Fins al sud de Benguela la regió de la costa és rica en palmera d'oli i manglars. A la part nord de la província hi ha boscos densos. Al sud cap al Kunene hi ha matoll espinós dens. El cautxú és abundant, però en alguns districtes el seu nombre s'ha reduït considerablement pels mètodes primitius adoptades pels col·lectors de cautxú nadius. Les espècies més comunes són diverses arrels de cautxú, en particular el Carpodinus chylorrhiza. Aquesta espècie i altres varietats de Carpodinus estan molt àmpliament distribuïts. També s'hi troba Landolphia. El cafè, cotó i pebre de Guinea són indígenes, i la planta de tabac floreix en diversos districtes. Hi ha diversos arbres que donen excel·lent fusta, com ara el tacula (Pterocarpus tinctorius), que creix d'una mida immensa i la seva fusta és de color vermell sang, i la caoba d'Angola. L'escorça del musuemba (Albizzia coriaria) s'utilitza principalment en l'adob de cuir. El mulundo porta una fruita de la mida d'una pilota de criquet coberta amb una closca verda dura i que conté llavors escarlata com un magrana.
La fauna inclou el lleó, lleopard, guepard, elefant, girafa, rinoceront, hipopòtam, búfal africà, zebra, kudu i molts altres tipus d'antílops, porc salvatge, estruç i cocodril. Angola havia estat hàbitat per a l'amenaçat gos salvatge africà, que actualment es considera extingit a tot el país a causa de les activitats humanes durant el període de 1965 a 1991. Entre els peixos són la barbs, besucs i peix groc africà.